# Temelucha apicalis
Temelucha apicalis là một loài tò vò trong họ Ichneumonidae.